# Somma di Dedekind
In matematica, le somme di Dedekind, così chiamate in onore di Richard Dedekind, sono funzioni di tre argomenti a valori interi esprimibili mediante specifiche somme di prodotti di valori della funzione a denti di sega. Dedekind le ha introdotte per formulare l'equazione funzionale della funzione eta di Dedekind. In seguito, queste funzioni speciali sono state ampiamente studiate nella teoria dei numeri e sono risultate utili in alcuni problemi di topologia. Le somme di Dedekind soddisfano un gran numero di relazioni, di cui solo alcune compaiono in questa voce.

## Definizione
Consideriamo una particolare funzione a denti di sega
{\displaystyle \left(\left(\right)\right):\mathbb {R} \rightarrow \mathbb {R} } definita come segue
{\displaystyle ((x))={\begin{cases}x-\lfloor x\rfloor -1/2,&{\mbox{if }}x\in \mathbb {R} \setminus \mathbb {Z} ;\\0,&{\mbox{if }}x\in \mathbb {Z} .\end{cases}}}
Si tratta di una funzione avente come dominio l'insieme dei numeri reali {\displaystyle \mathbb {R} } e come codominio {\displaystyle \left(-{\frac {1}{2}},{\frac {1}{2}}\right)}. È una funzione periodica dispari con periodo uguale a 1 ed è discontinua solo in corrispondenza dei valori interi del suo argomento. 
Possiamo allora definire la funzione 
{\displaystyle D:\mathbb {Z} ^{2}\times (\mathbb {Z} \setminus \{0\})\to \mathbb {R} }
ponendo
{\displaystyle D(a,b;c)=\sum _{n{\bmod {c}}}\left({\Bigg (}{\frac {an}{c}}{\Bigg )}\right)\left(\left({\frac {bn}{c}}\right)\right),}
dove le espressioni al secondo membro sono chiamate somme di Dedekind. 
Un'importante riduzione della funzione si ha ponendo a=1; essa in genere viene denotata con 
{\displaystyle s(b,c)=D(1,b;c).}

## Proprietà elementari
Dalla definizione segue subito che D è simmetrica rispetto allo scambio dei primi due argomenti:
{\displaystyle D(a,b;c)=D(b,a;c),}
e che, per la disparità della (()),
D(−a,b;c) = −D(a,b;c),
D(a,b;−c) = D(a,b;c).
Chiaramente, la D è periodica in ciascuno dei suoi primi due argomenti, il terzo argomento essendo la lunghezza del periodo sia per a che per b:
D(a,b;c)=D(a+kc,b+lc;c), per tutti gli interi k,l.
Se d è un intero positivo, allora
D(ad,bd;cd) = dD(a,b;c),
D(ad,bd;c) = D(a,b;c), if (d,c) = 1,
D(ad,b;cd) = D(a,b;c), if (d,b) = 1.
L'ultima uguaglianza si può dimostrare servendosi della proprietà
{\displaystyle \sum _{n{\bmod {c}}}\left(\left({\frac {n+x}{c}}\right)\right)=\left(\left(x\right)\right),\qquad \forall x\in \mathbb {R} .}
Inoltre la az = 1 (mod c) implica D(a,b;c) = D(1,bz;c).

## Caso  particolare
Se b e c sono numeri coprimi, per la s(b,c) si ha l'espressione
{\displaystyle s(b,c)={\frac {-1}{c}}\sum _{\omega }{\frac {1}{(1-\omega ^{b})(1-\omega )}}+{\frac {1}{4}}-{\frac {1}{4c}},}
dove la somma riguarda le c-esime radici dell'unità diverse da 1, ossia l'insieme dei valori {\displaystyle \omega } tali che {\displaystyle \omega ^{c}=1} ma {\displaystyle \omega \not =1}.
If b, c > 0 sono coprimi, allora 
{\displaystyle s(b,c)={\frac {1}{4c}}\sum _{n=1}^{c-1}\cot \left({\frac {\pi n}{c}}\right)\cot \left({\frac {\pi nb}{c}}\right).}

## Legge di reciprocità
Se b e c sono interi positivi coprimi, allora
{\displaystyle s(b,c)+s(c,b)={\frac {1}{12}}\left({\frac {b}{c}}+{\frac {1}{bc}}+{\frac {c}{b}}\right)-{\frac {1}{4}}.}
Riscritta questa equazione nella forma 
{\displaystyle 12bc\left(s(b,c)+s(c,b)\right)=b^{2}+c^{2}-3bc+1,}
segue che il numero 6c s(b,c) è un intero.
Se k = (3, c), allora
{\displaystyle 12bc\,s(c,b)=0\mod kc}
e 
{\displaystyle 12bc\,s(b,c)=b^{2}+1\mod kc.}
Segnaliamo una relazione di grande rilievo nella teoria della funzione eta di Dedekind. Sia q = 3, 5, 7 or 13 e sia n = 24/(q − 1). In tal caso dati interi a, b, c, d con ad − bc = 1 (e quindi appartenente al gruppo modulare), con c scelto in modo che sia  c = kq per qualche intero k > 0, definiamo
{\displaystyle \delta =s(a,c)-{\frac {a+d}{12c}}-s(a,k)+{\frac {a+d}{12k}}} .
Ne segue che nδ è un intero pari.

## Generalizzazione di Rademacher della legge di reciprocità
Hans Rademacher ha trovato la seguente generalizzazione della legge di reciprocità per le somme di Dedekind. Se a,b e c sono interi positivi mutuamente coprimi, allora
{\displaystyle D(a,b;c)+D(b,c;a)+D(c,a;b)={\frac {1}{12}}{\frac {a^{2}+b^{2}+c^{2}}{abc}}-{\frac {1}{4}}.}